# Engelbrektskyrkans kolumbarium

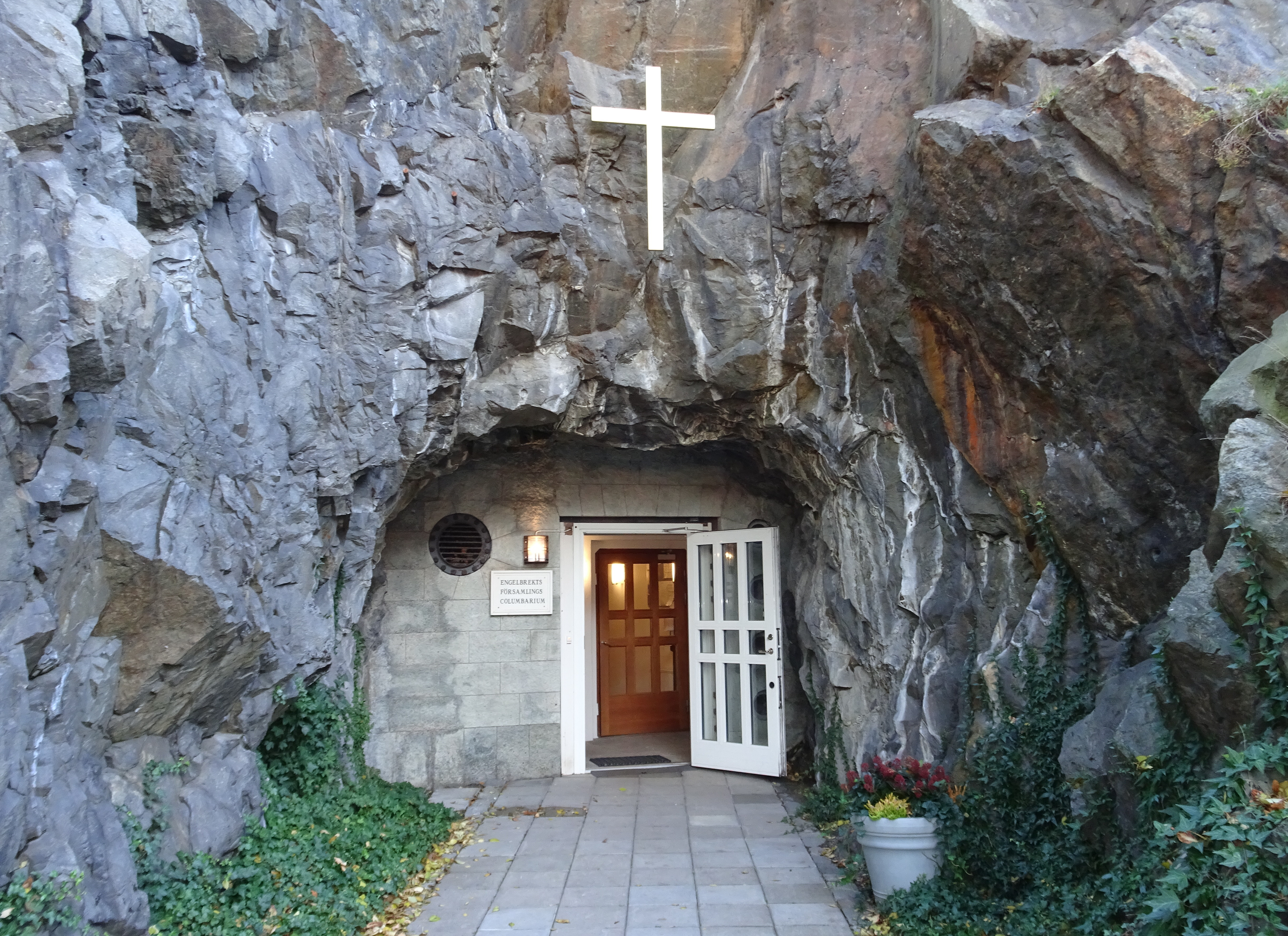
Entrén till kolumbariet, november 2022.

Engelbrektskyrkans kolumbarium är ett kolumbarium som ligger vid Karlavägen 13 på Östermalm i Stockholm. Kolumbariet inreddes 1961 i ett tidigare skyddsrum insprängt 1940 i berget under Engelbrektskyrkan.

## Beskrivning

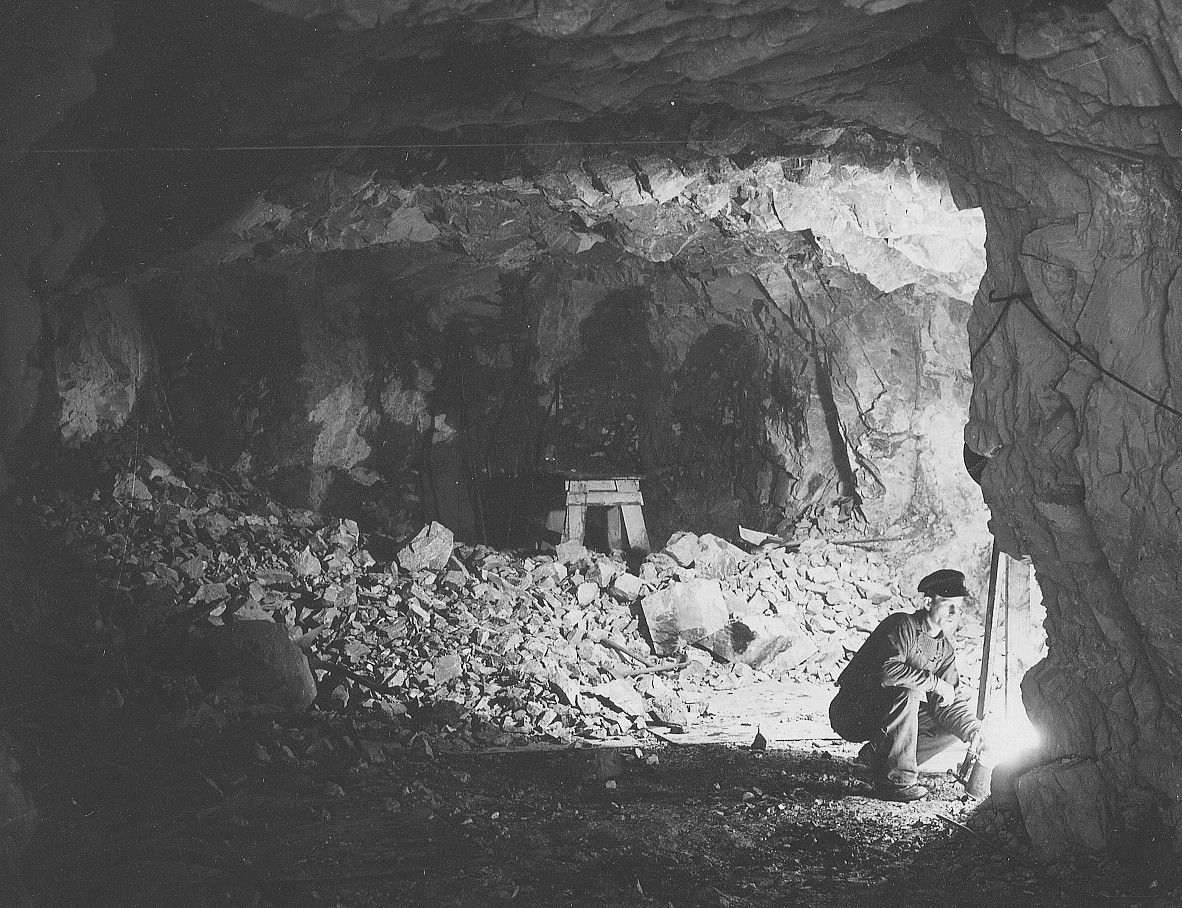
Skyddsrummet anläggs, februari 1940.

Under andra världskrigets första år började Stockholms stad att anlägga civila skyddsrum runtom i staden (se Allmänna skyddsrum i Stockholm). Ett av dem sprängdes 40 meter in i berget under Engelbrektskyrkan. Engelbrekts församling var med och bidrog ekonomiskt till bygget mot att man efter kriget skulle få disponera skyddsrummet ”för all framtid”. 
År 1961 förvandlades skyddsrummet till församlingens kolumbarium efter ritningar av arkitekt Åke Tengelin. Han behöll bergrummet med sina skrovliga väggar intakt som putsades och målades vit och fick indirekt belysning. Nischväggarna är av marmor: ljusgrön från Mölnbo, gul från Italien och grågul från Gotland. De räcker inte upp till taket så att besökaren kan uppleva hela det 40 meter långa och 8-9 meter breda rummet från mittgången. Med en takhöjd på endast cirka 3 meter, har rummet en tydlig karaktär av grotta. Längst in står ett stort gyllene kors som enda blickfång.
Utsmyckningen består av fyra glasmålningar av Einar Forseth med nonfigurativa motiv; Törnekransen, Korset och Kalken, Duvan och Flamman. I innersta avdelningen finns också ett altare i marmor med ett litet krucifix skapat av Bertil Nyström. Under 1960-talet gravsattes 50 urnor per år. I december 1989 var nästan 90 procent av gravnischerna upplåtna. Från och med januari 1990 ändrade man upplåtelsetiden från ”för all framtid” till 25 år.
Varje grav kommer efter 25 år från den senaste gravsättningen att anses återlämnad. Graven kan sedan återupplåtas för nya gravsättningar. I Engelbrekts kolumbarium finns totalt 1 437 gravnischer. Några rymmer två, de flesta upp till sex urnor. Idag (2022) är omkring 3 100 urnor gravsatta, totalt ryms nästan 7 000 urnor.

## Kända personer gravsatta i kolumbariet
- Annalisa Ericson, skådespelerska.
- Git Gay, skådespelerska.
- Friherre Claës E. Giertta, silversmed.
- Åke Grönberg, skådespelare.
- Emy Hagman, skådespelerska.
- Greve Douglas Hamilton, kapten.
- Greve Ulph Hamilton, officer.
- Arne Hegerfors, sportjournalist.
- Åke Hultin, överste.
- Gunnar Levenius, överste.
- Nils Lundell, skådespelare.
- Hugo Rosenqvist, professor.
- Mille Schmidt, skådespelare.
- Bo Siegbahn, ambassadör.
- Manne Siegbahn, professor.
- Otto Stelling, professor.
- Hugo Stenbeck, advokat.
- Jan Stenbeck, affärsman.
- Nils Petter Sundgren, filmkritiker.
- Bernhard Sönnerstedt, skådespelare.
- Sven Tumba, ishockeyspelare.

## Bilder

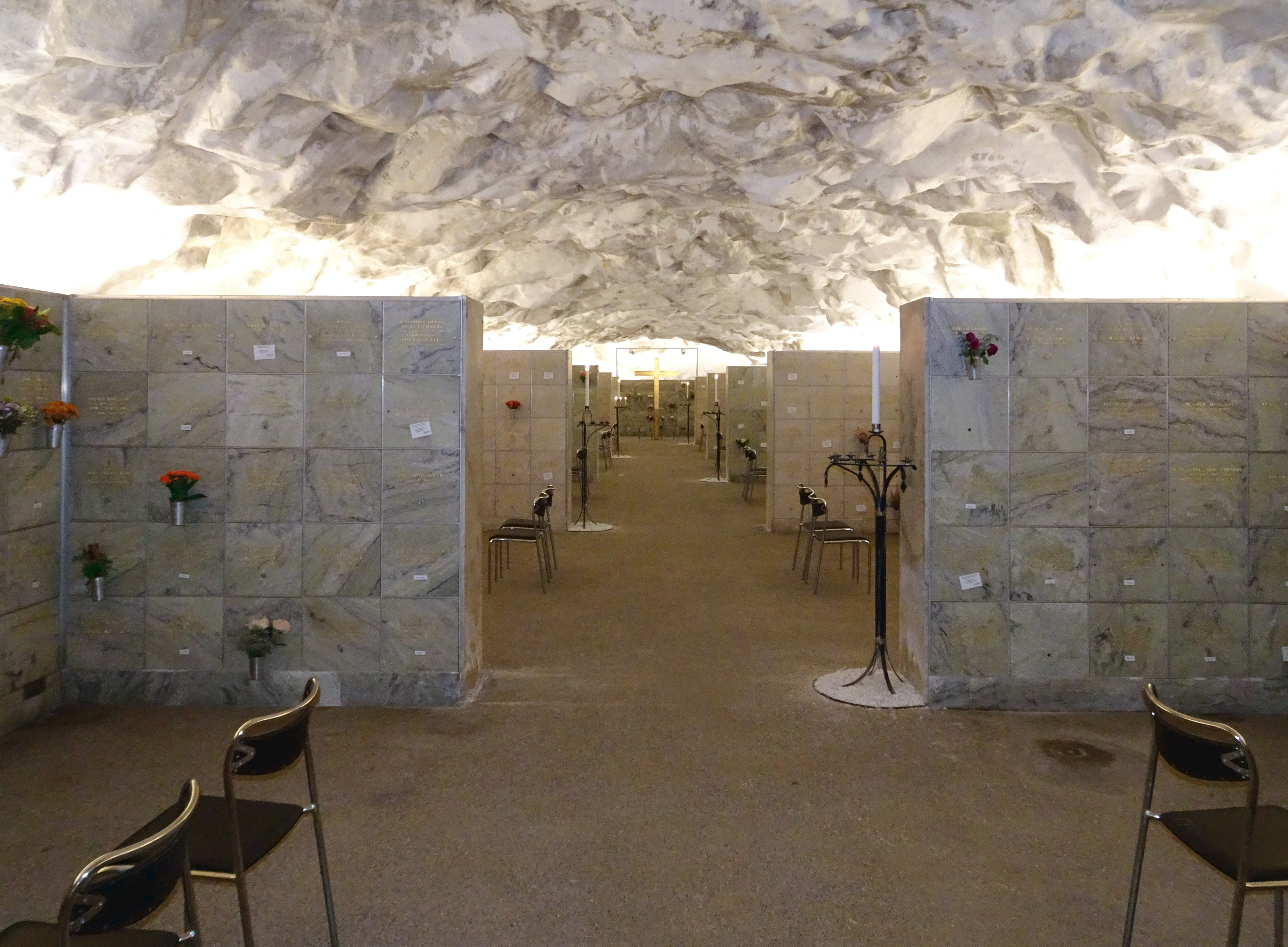
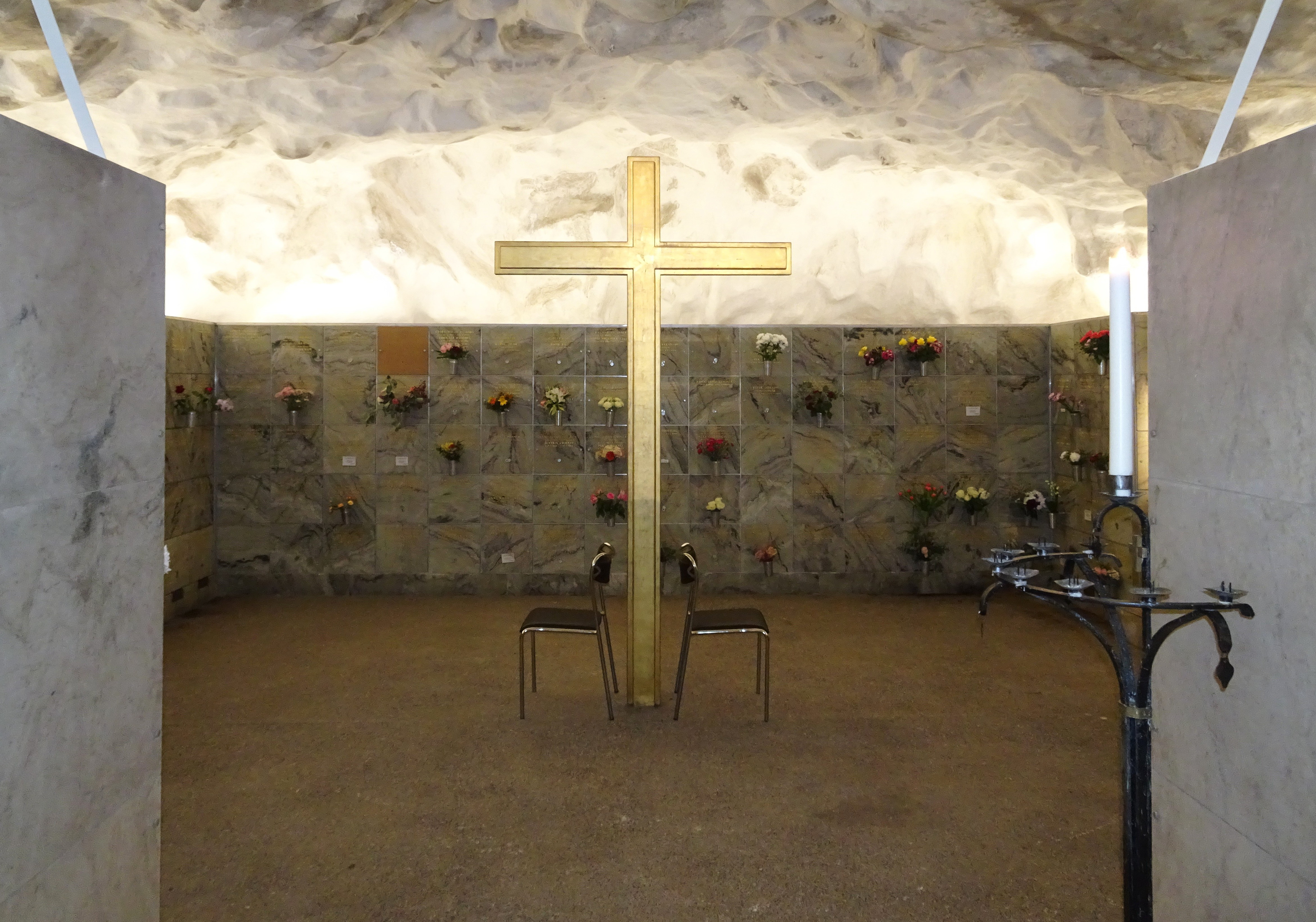
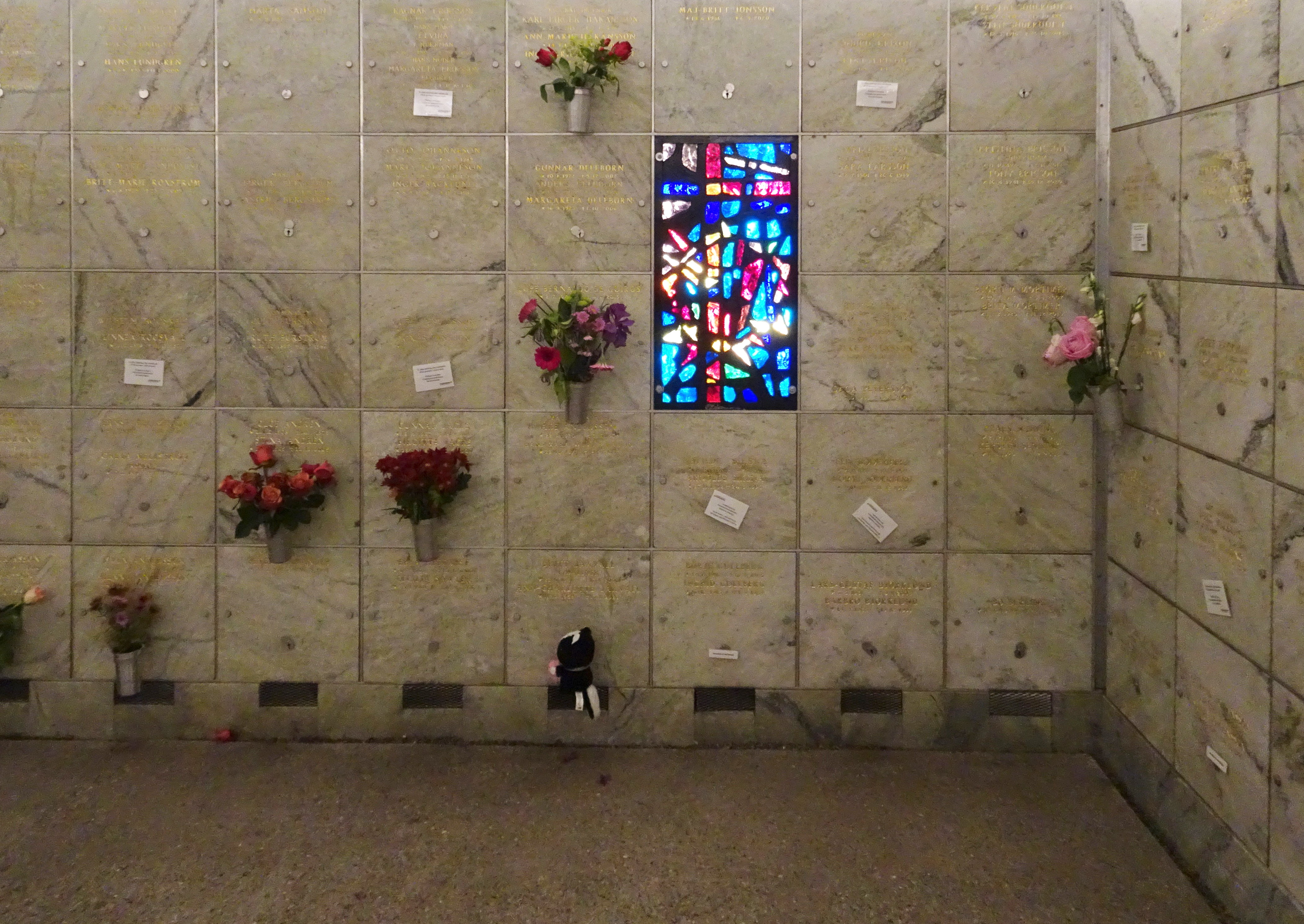
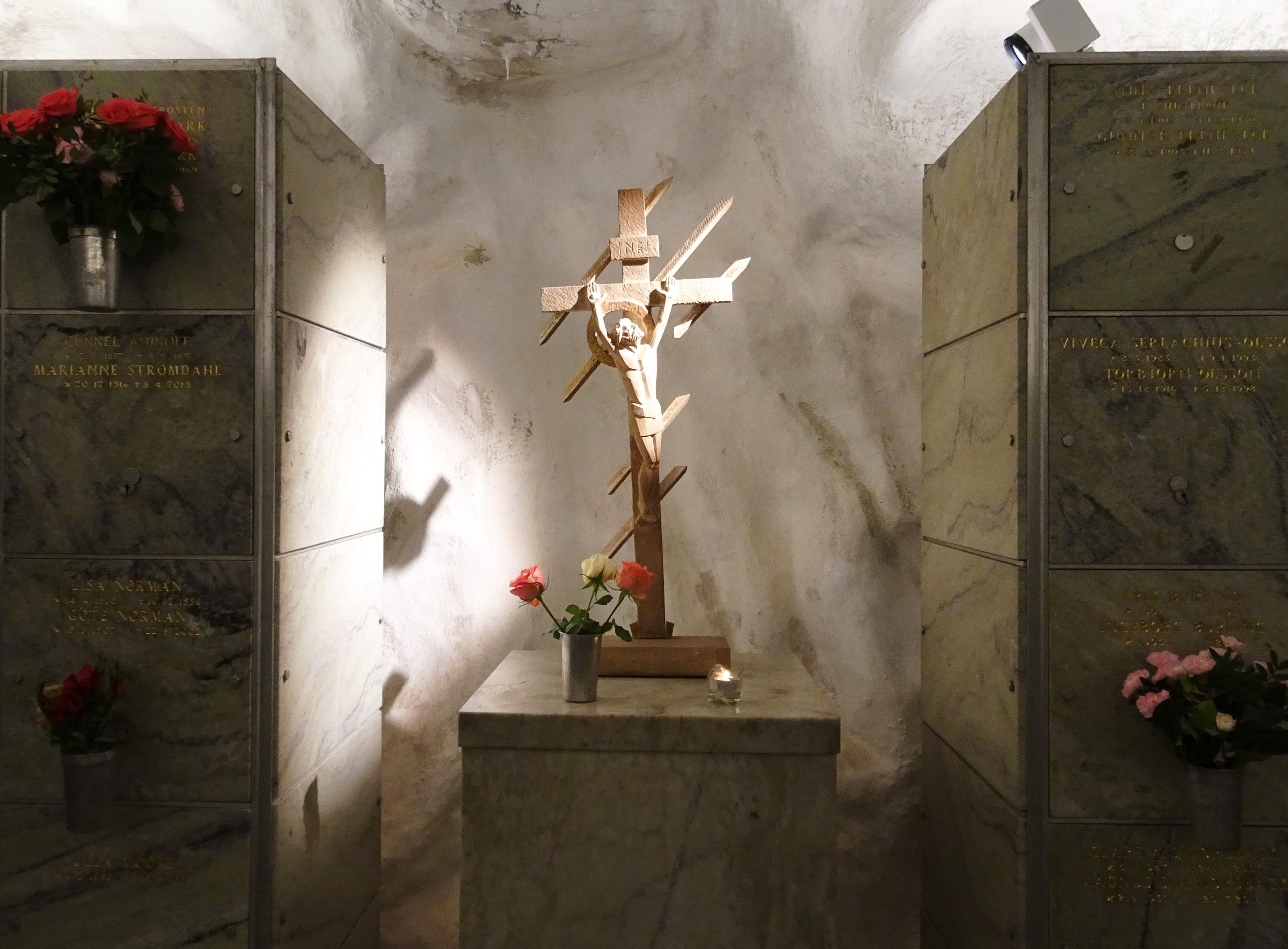